# CZ P-09
Le CZ P-09 est un pistolet semi-automatique fabriqué par Česká Zbrojovka. C'est une arme de conception moderne en polymère chambrée en 9x19mm (capacité 19+1) et en .40 S&W (capacité 15+1) produite depuis 2009.
Le CZ P-09 est une arme de format standard (canon de 115 mm) , sa version compacte étant le CZ P-07 (canon de 95 mm).
Ce pistolet fonctionne en mode simple action et double action et fonctionne selon le principe du percuteur frappé avec chien externe (marteau). Il est livré avec deux dispositifs de sécurité interchangeables après démontage de l'arme : pour un fonctionnement en "decocking" (désarmement du chien) ou un fonctionnement en sécurité manuelle.
le CZ P-09 possède deux sécurités passives : une sûreté de chien qui empêche les rebonds et les départs involontaires et une sûreté de percuteur qui bloque celui-ci tant que la détente n'est pas pressée.
Il dispose d'organes de visée standard : une hausse réglable en dérive dans une queue d'aronde et un guidon fixe mais interchangeable.
Comme la plupart des armes de conception moderne, le CZ P-09 possède un rail Picatinny pour accueillir sous le canon de nombreux accessoires, en particulier des torches ou des lasers tactiques.
Plusieurs versions de couleurs différentes du polymère de la poignée ont été ou sont produites : vert tactique, sable, noir.

## Mensurations
| Longueur en mm          | 205   |
| Largeur en mm           | 37    |
| Hauteur en mm           | 148   |
| Poids                   | 860 g |
| Longueur du canon en mm | 115   |

## Utilisateurs
- Mexique : Gendarmerie[2]
- Slovaquie : police[3]
- France : Administration Pénitentiaire